# Albrecht
Albrecht je priimek več oseb:
- Emil Albrecht von Várkony, avstro-ogrski general
- Julius Albrecht, avstro-ogrski general
- dekliški priimek Ursule von der Leyen

in tudi osebno ime:
- Albrecht Dürer
- Albrecht II. Nemški
- Albrecht II. Habsburški
- Albrecht II. Avstrijski
- Albrecht Otto Johannes Unsöld
- Albrecht von Wallenstein